# 薩凡納鎮區 (內布拉斯加州巴特勒縣)
薩凡納鎮區（英語：Savannah Township）是位於美國內布拉斯加州巴特勒縣的一個行政鎮區。

## 地方資料
薩凡納鎮區的面積為77.06平方千米，當中陸地面積為76.96平方千米，而水域面積為0.10平方千米。根據2020年美國人口普查的數據，當地共有人口546人，而人口密度為每平方千米7.09人。